# Krydserkorvetten Valkyrien
 Der er for få eller ingen kildehenvisninger i denne artikel, hvilket er et problem. Du kan hjælpe ved at angive troværdige kilder til de påstande, som fremføres i artiklen.

Valkyrien blev bygget på Orlogsværftet i København, påbegyndt i 1886 og søsat i 1888. Maskineriet var fra Burmeister & Wain og ydede 5.300 HK. Valkyriens konstruktion var radikalt forskellig fra de foregående danske krydsere og var kraftigt inspireret af den chilenske krydser Esmeralda, der nogle få år tidligere var bygget hos Armstrong i Elswick (ved Newcastle). Esmeralda, der blev færdig i 1884, kom til at påvirke en hel generation af krydsere: Rigningen blev fjernet, og i stedet blev der plads til et kraftigere maskineri og til en dobbelt skrue, der gav bedre manøvreevne. På den tid var der problemer med at gøre panseret kraftigt nok til at modstå kanonerne, så Armstrong valgte at droppe sidepanseret og nøjes med et panserdæk, og til gengæld satse på en kraftig kanonbevæbning. Valkyrien fulgte opskriften fra Esmeralda og var dermed et helt moderne skib, da hun blev taget i brug i 1890. Med sin topfart på 17,5 knob var Valkyrien i stand til at undvige de fleste større krigsskibe, og kunne til gengæld klare sig over for mindre skibe, altså en rigtig krydser.
Som de andre panserdækskrydsere blev Valkyrien ret hurtigt forældet. Der kom nye typer panser frem, som kunne modstå dens kanoner, og der blev udviklet nyt hurtigtskydende artilleri, som var langt mere effektivt. Først i 1915 fik Valkyrien kraftige, hurtigtskydende kanoner, nemlig to reservekanoner fra panserskibet Peder Skram. Til illustration af skudhastigheden kan nævnes, at de 21 cm kanoner kunne affyre et skud hvert tredje minut og de oprindelige 15 cm kanoner ét skud pr. minut. De nye 15 cm kanoner kunne affyre 5-6 skud pr. minut. Valkyriens klassificering blev ændret fra krydserkorvet til krydser i 1910, og samtidig blev den overført til reserven.

## Tekniske data

### Generelt
- Længde: 81,3 m
- Bredde: 13,2 m
- Dybgang: 5,5 m
- Deplacement: 3.020 ton
- Fart 17,5 knob
- Besætning: 1890: 305, 1899: 272, 1913: 204, 1916: 210, 1919: 250.

### Armering
- Artilleri (1890): 2 styk 21 cm bagladekanoner L/35, 6 styk 15 cm bagladekanoner L/35, 4 styk 57 mm kanoner og 8 styk 37 mm kanoner.
- Artilleri (1913): 2 styk 21 cm bagladekanoner L/35, 6 styk 75 mm patronkanoner, 4 styk 57 mm kanoner og 8 styk 37 mm kanoner.
- Artilleri (1915): 2 styk 15 cm bagladekanoner L/50, 4 styk 75 mm patronkanoner, 2 styk 57 mm kanoner og 2 styk 37 mm kanoner.
- Artilleri (1919): 2 styk 15 cm bagladekanoner L/50, 6 styk 75 mm patronkanoner, 2 styk 57 mm kanoner og 2 styk 37 mm kanoner.

- Torpedoer (1890): 5 styk 38 cm torpedoapparater (To i stævnen, to midtskibs og et agter).
- Torpedoer (1913): 3 styk 38 cm torpedoapparater (To i stævnen og et agter).

### Panser
Panserdæk af stål på 64 mm. 

## Tjeneste
Valkyrien indgik i tjeneste i 1890, og sluttede sig efter værftsprøverne til eskadren. Vekslede derefter mellem selvstændige togter og eskadretjeneste indtil 1903. Derefter 10 års pause, et Middelhavstogt 1913-14, og skoleskibstjeneste 1915. Var stationsskib i Dansk Vestindien i 1915-17, hvor skibets chef, Henri Konow, var midlertidig guvernør og repræsenterede Danmark ved overdragelsen af øerne til USA. Derefter tjeneste som kadetskib i 1919 og endnu et par togter inden det sidste i 1923. Udgået af Flådens tal i 1923 og solgt til ophugning.